# Charlotte Rudolph
Charlotte Rudolph (* 11. Juli 1896 in Dresden; † 2. September 1983 in Hamburg) war eine deutsche Fotografin.

## Leben und Wirken
Charlotte Rudolph eröffnete nach einer Ausbildung bei Hugo Erfurth 1924 ein Fotostudio in Dresden und konzentrierte sich auf Porträt- und Tanzfotografie. Insbesondere wurde Rudolph durch ihre Fotografien von Tänzerinnen wie Gret Palucca, mit der sie befreundet war, Mary Wigman, Vera Skoronel und zahllosen Wigman-Schülerinnen wie Chinita Ullmann bekannt.
Ihre Fotos von den avantgardistischen deutschen Tänzerinnen der 1920er und 1930er Jahre zählen heute zu den wichtigsten Dokumenten des Ausdruckstanzes. Im Unterschied zu anderen Fotografen nahm Charlotte Rudolph die Tänzerinnen nicht in der Pose auf, sondern in Aktion. Ihre Bilder von den Sprüngen Gret Paluccas trugen 1924 wesentlich zur internationalen Bekanntheit Paluccas bei und waren gleichzeitig Charlotte Rudolphs Durchbruch. Viele Frauen suchten in der Folge ihr Atelier auf, weil sie sich ebensolche Sprungbilder von Rudolph erhofften.
Charlotte Rudolph arbeitete auch in der NS-Zeit weiter in Deutschland, nach dem Zweiten Weltkrieg zeitweise auch in den USA. Ihre Archive und ihr Studio in Dresden, das sie 1938 nach dem Tod von Genja Jonas übernommen hatte, wurden im Zweiten Weltkrieg bei der Bombardierung Dresdens am 13. Februar 1945 zerstört, doch Werke Rudolphs befinden sich unter anderem im Deutschen Tanzarchiv in Köln, im Archiv der Akademie der Künste, Berlin, in den Archiven der Kunstbibliothek der Staatlichen Museen Berlin und in der Jerome Robbins Dance Division der New York Public Library (Hanya Holm Collection).

## Ausstellungen
- Das Lichtbild, Internationale Ausstellung, München 1930
- Einzelausstellung, Kunstsalon Marta Görtel, Berlin (November) 1930
- Ausstellung gemeinsam mit Hans Robertson, Essen und Mannheim, 1931
- Das Gesicht der Weimarer Republik, Deutsches Historisches Museum Berlin, 2000
- frauenobjektiv, Stiftung Haus der Geschichte der Bundesrepublik Deutschland, Berlin 2001
- Mythos Dresden, Deutsches Hygiene-Museum Dresden, 2006
- Große Sprünge, Suermondt-Ludwig-Museum Aachen, 2006